# Токмагамбетов, Аскар
Аскар Токмагамбетов (каз. Асқар Тоқмағамбетов; 6 (19) сентября 1905 — 21 августа 1983) — казахский поэт и писатель.

## Биография
Родился в 1905 году в Сырдарьинском районе Кызылординской области в семье крестьянина-бедняка. Происходит из подрода каракойлы рода сикым племени дулат. Обучался у сельского муллы арабской грамоте. В произведениях Токмагамбетова большую роль играли традиционные направления устного поэтического творчества казахского народа.
В 1924 году поступает в Ташкентский политехнический техникум. 
Член КПСС с 1931 года.
В 1932 году заканчивает редакционно-издательское отделение института журналистики в Москве. Произведения Токмагамбетова публиковались в казахстанских газетах «Еңбекші қазақ», «Лениншіл жас», в журнале «Литература и искусство». Работал заведующим отделом в газете «Социалистік Қазақстан» и редактором газеты «Қазақ әдебиеті».

## Литературная деятельность
В 1928 году вышел первый поэтический сборник «Песня труда». Создал произведения, посвящённые теме защиты Родины, интернационализма. Первым из казахских литераторов описал ужас фашизма. В годы Великой Отечественной войны стали широко известными патриотические песни на его стихи о подвигах людей на фронте и о тружениках тыла, о дружбе народов. Его поэмы делятся на 4 группы: о жизни аула: «Письмо», «Ключ счастья», «Каскелен», «Путь в жизнь», «Весна агронома» и др.; о выдающихся общественных деятелях, борцах за счастье народа: «Али батыр», «Судьба поэта», «Часовой Кремля» и др.; о защите Отечества, мужестве, патриотизме: «Великаны, победившие смерть», «Дастан богатырей», «Уборщица» и др.; об интернационализме: «На улицах Берлина», «Испания», «Тёмной ночью», «На берегах Рейна» и др. Многие лирические стихи положены на музыку. Автор повести «Люди орлиного полёта» о жизни Ибрая Жахаева, «Ақмоншақ» (совместно с О.Бодыковым) о революционном ауле, романа «Отец и сын», в котором показаны картины жизни казахов, населяющих предгорья Каратау и побережья Сырдарьи (переиздан под названием «Переполох»). Написал роман «Минарет поэзии» о казахских акынах, живших в XIX веке.
Одним из важных направлений творчества Аскара Токмагамбетова является сатира. Издал ряд сборников сатирических стихов и фельетонов. Ярко проявилась творческая индивидуальность писателя в его драматическом произведении «Хазрет Султан», «Семафор открыт», «Два закона». Написал киносценарий «Если бы все мы были такими», перевёл на казахский язык роман С. Айни «Рабы».

## Награды
- Орден Октябрьской Революции[2] (9 сентября 1975)
- Орден Трудового Красного Знамени[2] (6 сентября 1965)
- Орден Трудового Красного Знамени[2] (3 января 1959) —за выдающиеся заслуги в развитии казахского искусства и литературы и в связи с декадой казахского искусства и литературы в гор. Москве
- Орден Трудового Красного Знамени[2] (31 января 1939)[4]
- Орден Отечественной войны 1-й степени[2]
- Медали[2]